# Upplands runinskrifter 860
Upplands runinskrifter 860 är en runsten i Måsta, Balingsta socken, Uppsala kommun i Uppland.

## Runstenen
Runstenen U 860 står bredvid en träbod inne i en trädgård några meter nordost om och vänd mot vägen mellan Balingsta kyrka och Balingsta by.
Stenen är ungefär 1,60 meter hög och 1,15 bred vid basen, med en tjocklek på 3 decimeter. Runornas höjd är cirka 8 centimeter. Stenen består av ljusröd granit och har en jämn yta med tydlig ristning. Ristningsytan är skadad i den övre och den högra delen, förmodligen avsiktligt på grund av stenens senare användning, varvid en del av texten försvunnit. Stenen är nästan lodrätt spräckt genom dess vänstra sida.
U 860 anses ristad av Åsmund Kåresson. Den har förmodligen skapats vid samma tillfälle som, och hör ihop med, U 859 där Åsmund anges som ristaren. Även huggningstekniken anses överensstämma med Åsmunds.
Inom runslingan finns ett kors och fyra djurfigurer. Djuren påminner om det på U 1144, som också anses ristad av Åsmund. Det övre vänstra djuret påminner om figurerna på U 904. De förställer uppenbarligen fyra olika sorters djur. Det nedre högra har ett människohuvud.

## Inskriften
Translitterering av runraden:
fa[s]tbiurn ' uk þuruþr ' litu rita stin þino ' [abtiR inkifast buanta sin] ' [k](u)[i](þ) hia[l]bi hons ant uk
Normalisering till fornvästnordiska:
Fastbiorn ok Þoruðr letu retta stæin þenna æftiR Ingifast, boanda sinn. Guð hialpi hans and ok Guðs moðiR.
Översättning till nusvenska:
Fastbjörn och Torunn läto uppresa denna sten efter Ingefast, sin man. Gud och Guds moder hjälpe hans ande.

## Historia
Ursprungligen stod U 860 vid Måsta bro, nära U 859 som den hör ihop med och som nämner bron, på vägen mellan Uppsala och Säva. Johannes Bureus kände till stenen och avbildade den på sin runtavla från 1599. Den beskrevs av Johannes Rhezelius, nämndes i rannsakningarna 1677, och fanns avbildad av Johan Peringskiöld i hans Monumenta.
Olof Celsius beskriver 1727 stenen på den platsen. Vid ett senare tillfälle, oklart när, har stenen blivit borttransporterad och använd som trappsten, med ristning nedåt, i Balingsta skolhus. Den större delen av stenen återfanns 1864 och restes på nuvarande plats. Den mindre biten återfanns 1883 vid dikning. De två bitarna sammanfogades och tätades 1946. Sprickor tätades också 1974.